# Boucles de l'Aulne 2021
La Boucles de l'Aulne 2021, ottantunesima edizione della corsa e valevole come evento dell'UCI Europe Tour 2021 categoria 1.1 e come ultimo evento della Coppa di Francia 2021, si svolse il 17 ottobre 2021 su un percorso di 177,6 km, con partenza e arrivo da Châteaulin, in Francia. La vittoria fu appannaggio del belga Stan Dewulf, il quale completò il percorso in 4h11'03", alla media di 42,446 km/h, precedendo i francesi Valentin Madouas e l'austriaco Mathieu Burgaudeau.
Sul traguardo di Châteaulin 51 ciclisti dei 128 partenti portarono a termine la competizione.

## Squadre e corridori partecipanti
| N.    | Cod. | Squadra                  |
| ----- | ---- | ------------------------ |
| 1-7   | ACT  | AG2R Citroën Team        |
| 11-17 | GFC  | Groupama-FDJ             |
| 21-27 | COF  | Cofidis                  |
| 41-47 | TEN  | TotalEnergies            |
| 51-57 | BBK  | B&B Hotels               |
| 61-67 | ARK  | Team Arkéa-Samsic        |
| 71-77 | SVB  | Sport Vlaanderen-Baloise |
| 81-86 | BBH  | Burgos-BH                |

| N.      | Cod. | Squadra                         |
| ------- | ---- | ------------------------------- |
| 91-97   | UXT  | Uno-X Pro Cycling Team          |
| 101-106 | AUB  | St Michel-Auber 93              |
| 111-117 | XRL  | Xelliss-Roubaix Lille Métropole |
| 121-127 | TIS  | Tarteletto-Isorex               |
| 131-135 | BAI  | Bike Aid                        |
| 141-147 | EVO  | EvoPro Racing                   |
| 151-157 | FRA  | Francia                         |

## Ordine d'arrivo (Top 10)
| Pos. | Corridore           | Squadra       | Tempo    |
| ---- | ------------------- | ------------- | -------- |
| 1    | Stan Dewulf         | AG2R          | 4h11'03" |
| 2    | Valentin Madouas    | Groupama      | a 36"    |
| 3    | Mathieu Burgaudeau  | TotalEnergies | s.t.     |
| 4    | Laurent Pichon      | Arkéa         | s.t.     |
| 5    | Torstein Træen      | Uno-X         | s.t.     |
| 6    | S. Schönberger      | B&B Hotels    | s.t.     |
| 7    | Pierre-Luc Périchon | Cofidis       | s.t.     |
| 8    | Jonas Hvideberg     | Uno-X         | a 42"    |
| 9    | Valentin Ferron     | TotalEnergies | a 54"    |
| 10   | Romain Cardis       | St Michel     | a 1'00"  |